# Grace Stark
Grace Stark (White Lake Township, 6 maggio 2001) è un'ostacolista statunitense.

## Progressione

### 60 metri ostacoli
| Stagione | Misura  | Luogo           | Data      | Rank. Mond. |
| -------- | ------- | --------------- | --------- | ----------- |
| 2025     | 7"72(i) | Nanchino        | 23-3-2025 |             |
| 2024     | 7"81(i) | Boston          | 9-3-2024  |             |
| 2023     | 8"18(i) | Fayetteville    | 24-2-2023 |             |
| 2022     | 7"78(i) | Birmingham      | 12-3-2022 |             |
| 2021     | 7"96(i) | Fayetteville    | 12-2-2021 |             |
| 2020     | 7"91(i) | College Station | 29-2-2020 |             |
| 2018     | 8"05(i) | New York        | 11-3-2018 |             |
| 2017     | 8"42(i) | New York        | 12-3-2017 |             |
| 2016     | 8"98(i) | New York        | 11-3-2016 |             |

### 100 metri ostacoli
| Stagione | Misura | Luogo        | Data      | Rank. Mond. |
| -------- | ------ | ------------ | --------- | ----------- |
| 2025     | 12"21  | Parigi       | 20-6-2025 |             |
| 2024     | 12"31  | Eugene       | 30-6-2024 |             |
| 2023     | 12"70  | Eugene       | 8-7-2023  |             |
| 2022     | 12"58  | Gainesville  | 16-4-2022 |             |
| 2021     | 12"73  | Eugene       | 10-6-2021 |             |
| 2018     | 13"16  | Grand Rapids | 2-6-2018  |             |
| 2017     | 14"02  | Greensboro   | 17-6-2017 |             |
| 2016     | 15"13  | Greensboro   | 17-6-2016 |             |

## Palmarès
| Anno | Manifestazione      | Sede         | Evento   | Risultato | Prestazione | Note        |
| ---- | ------------------- | ------------ | -------- | --------- | ----------- | ----------- |
| 2018 | Olimpiadi giovanili | Buenos Aires | 100 m hs | Oro       | 26"14       | [ 1 ] [ 2 ] |
| 2024 | Giochi olimpici     | Parigi       | 100 m hs | 5ª        | 12"43       | [ 3 ]       |
| 2025 | Mondiali indoor     | Nanchino     | 60 m hs  | 5ª        | 7"74        | [ 4 ] [ 5 ] |

## Campionati nazionali
2023
- 8ª ai campionati statunitensi (Eugene) - 12"70

2024
- Bronzo ai trials olimpici statunitensi (Eugene) - 12"31

2025
- Argento ai campionati statunitensi indoor (New York) - 7"76

## Altre competizioni internazionali
2024
- Argento all'Athletissima ( Losanna), 100 m hs - 12"38
- Argento al Kamila Skolimowska Memorial ( Chorzów), 100 m hs - 12"37
- 4ª al Weltklasse Zürich ( Zurigo), 100 m hs - 12"49
- 4ª al Memorial Van Damme ( Bruxelles), 100 m hs - 12"59

2025
- Argento alla Xiamen Diamond League ( Xiamen), 100 m hs - 12"58
- Oro alla Shanghai Diamond League ( Shaoxing), 100 m hs - 12"42
- Oro al Bauhaus-Galan ( Stoccolma), 100 m hs - 12"33
- Oro al Meeting de Paris ( Parigi), 100 m hs - 12"21